# Гачантива
Гачантива (исп. Gachantivá) — небольшой город и муниципалитет в центральной части Колумбии, на территории департамента Бояка. Входит в состав провинции Рикаурте.

## История
Поселение, из которого позднее вырос город, было основано в 1715 году.

## Географическое положение

Муниципалитет Гачантива

Город расположен на северо-западе центральной части департамента, в гористой местности Восточной Кордильеры, на расстоянии приблизительно 30 километров к северо-западу от города Тунха, административного центра департамента. Абсолютная высота — 2372 метра над уровнем моря.
Муниципалитет Гачантива граничит на западе с территорией муниципалитета Санта-София, на юге — с муниципалитетом Вилья-де-Лейва, на востоке — с муниципалитетом Аркабуко, на севере — с муниципалитетом Моникира. Площадь муниципалитета составляет 66 км².

## Население
По данным Национального административного департамента статистики Колумбии, совокупная численность населения города и муниципалитета в 2015 году составляла 2654 человека.
Динамика численности населения муниципалитета по годам:
| 2005 | 2006 | 2007 | 2008 | 2009 | 2010 | 2011 | 2012 | 2013 | 2014 | 2015 |
| ---- | ---- | ---- | ---- | ---- | ---- | ---- | ---- | ---- | ---- | ---- |
| 3085 | 3043 | 2990 | 2952 | 2910 | 2878 | 2828 | 2782 | 2743 | 2702 | 2654 |

Согласно данным переписи 2005 года мужчины составляли 51,6 % от населения Гачантивы, женщины — соответственно 48,4 %. В расовом отношении белые и метисы составляли 99,9 % от населения города; индейцы — 0,1 %.
Уровень грамотности среди всего населения составлял 83,7 %.

## Экономика
40,6 % от общего числа городских и муниципальных предприятий составляют предприятия торговой сферы, 35,3 % — предприятия сферы обслуживания, 22,6 % — промышленные предприятия, 1,5 % — предприятия иных отраслей экономики.